# Ровновский сельский совет
Ровновский сельский совет (укр. Рівнівська сільська рада, крымскотат. Qara Asan köy şurası) — согласно законодательству Украины — административно-территориальная единица в Красногвардейском районе Автономной Республики Крым, расположенная в восточной части района в степной зоне полуострова. Население по переписи 2001 года — 4068 человека.
Граничил с Марьяновским, Янтарненским, Пятихатским и Зерновским сельсоветами.
К 2014 году состоял из 4 сёл:
- Ровное
- Молочное
- Некрасово
- Новоникольское

## История
Карасанский сельсовет был создан в начале 1920-х годов в составе Биюк-Онларского района. 11 октября 1923 года, согласно постановлению ВЦИК, в административное деление Крымской АССР были внесены изменения, в результате которых был ликвидирован Биюк-Онларский район и Бешуй-Эли включили в состав Симферопольского. По результатам всесоюзной переписи 17 декабря 1926 года Карасанский сельский включал 2 населённых пункта: Азов с населением 64 человека и Карасан — 708 жителей. Постановлением КрымЦИКа «О реорганизации сети районов Крымской АССР» от 15 сентября 1930 года был вновь создан Биюк-Онларский район, теперь как национальный (лишённый статуса национального постановлением Оргбюро ЦК КПСС от 20 февраля 1939 года) немецкий (указом Президиума Верховного Совета РСФСР № 621/6 от 14 декабря 1944 года переименованный в Октябрьский) и сельсовет включили в его состав. Указом Президиума Верховного Совета РСФСР от 21 августа 1945 года Карасанский сельсовет переименован в Ровновский. С 25 июня 1946 года совет в составе Крымской области РСФСР, а 26 апреля 1954 года Крымская область была передана из состава РСФСР в состав УССР.
На 15 июня 1960 года в составе совета числились следующие населённые пункты:

| - Зерновое - Колпино - Красное - Краснопольное | - Лисички - Молочное - Некрасово - Новоекатериновка | - Новоникольское - Ровное - Полюшкино |

Указом Президиума Верховного Совета УССР «Об укрупнении сельских районов Крымской области», от 30 декабря 1962 года Октябрьский район был упаразднён и сельсовет присоединили к Красногвардейскому. К 1 января 1968 года были ликвидированы Колпино, Красное, Лисички и Полюшкино. В 1976 году был создан Зерновской сельский совет, в который перевели Зерновое и Новоекатериновку. С 12 февраля 1991 года сельсовет в восстановленной Крымской АССР, 26 февраля 1992 года переименованной в Автономную Республику Крым. 24 марта 1997 Верховный Совет Крыма объединила Краснопольное с селом Новоникольское и совет обрёл современный состав. С 21 марта 2014 года в составе Крыма аннексирован Россией. Законом «Об установлении границ муниципальных образований и статусе муниципальных образований в Республике Крым» от 4 июня 2014 года территория административной единицы была объявлена муниципальным образованием со статусом сельского поселения.